# سفارت ایالات متحده آمریکا در سان سالوادور
سفارت ایالات متحده آمریکا در سان سالوادور (به اسپانیایی: Embajada de Estados Unidos en El Salvador) یک منطقهٔ مسکونی و نمایندگی سیاسی ایالات متحده آمریکا در السالوادور است که در سان سالوادور واقع شده‌است.